# کیمار
}}
کیمار (به عربی: کیمار) یک منطقهٔ مسکونی در سوریه است که در ناحیه مرکزی عفرین واقع شده‌است. کیمار ۶۶۰ نفر جمعیت دارد.